# Caleb Paine
Caleb Paine (San Diego, 15 novembre 1990) è un velista statunitense, che ha vinto una medaglia di bronzo ai Giochi olimpici di Rio de Janeiro 2016 nella classe Finn.

## Palmares
- Olimpiadi

Rio de Janeiro 2016: bronzo nella classe Finn